# Monumento a San Antonio de Padua
El  Monumento a San Antonio de Padua es un paño de azulejería del siglo XVIII dedicado a san Antonio de Padua situado en una fachada de la calle Calvario del municipio español de Bollullos Par del Condado, en la provincia de Huelva.
De autor desconocido, el monumento fue en su origen una fuente y se construyó en 1774 en el barrio de El Pendique de Bollulos, de ahí que sea conocido también como monumento o pilar de san Antonio del Pendique. Su parte principal se compone de un gran paño de azulejería, sobre un zócalo de mármol rosa. Este mismo material es el utilizado para las pilastras y la cornisa que sirven de reenmarque al citado paño. En la zona central de este se sitúa un azulejo con la imagen de san Antonio sosteniendo a Jesús niño coronado, obra del siglo XVIII. Sobre él aparece una lápida de mármol, enmarcada por una orla de ladrillo con un frontón mixtilíneo; en ella aparece una leyenda latina, alusiva al origen del monumento.
Además de la adición contemporánea de una reja de hierro con faroles ante el azulejo de San Antonio, hay que señalar la existencia de diversos motivos de azulejería decorativa, entre los cuales se incluyen dos inscripciones cerámicas de tipo devocional.
El monumento es un elemento de singular importancia dentro de las manifestaciones religiosas populares de esta población y, aunque su interés artístico original ha quedado disminuido por posteriores aportaciones de escaso valor, la obra en un testigo de la evolución de las mentalidades a lo largo de la Edad Contemporánea. Con motivo de la festividad del santo en junio, en la localidad se celebra una 'velá' que se remonta a su origen en el siglo XVIII

## Estatus patrimonial
El Monumento a San Antonio de Padua de Bollullos Par del Condado es un inmueble inscrito con carácter genérico en el Catálogo General del Patrimonio Histórico Andaluz por Resolución de 19 de agosto de 1996, de la Dirección General de Bienes Culturales de la consejería de Cultura de la Junta de Andalucía y goza del nivel de protección establecido para dichos bienes en la Ley 14/2007, de 26 de noviembre, del Patrimonio Histórico de Andalucía,.